# Hadbjerg Kirke
Hadbjerg Kirke er en kirke i Hadbjerg Sogn i Favrskov Kommune.

## Eksterne kilder og henvisninger
- Hadbjerg Kirke hos KortTilKirken.dk

- Wikimedia Commons har flere filer relateret til Hadbjerg Kirke